# Scymnus circumspectus
Scymnus circumspectus är en skalbaggsart som beskrevs av Horn 1895. Scymnus circumspectus ingår i släktet Scymnus och familjen nyckelpigor. Inga underarter finns listade i Catalogue of Life.